# ولکه اوپاتوویتسه
ولک اپتویک (به چکی: Velké Opatovice) یک منطقهٔ مسکونی و municipality with town privileges در جمهوری چک است که در Blansko District واقع شده‌است.

## خصوصیات
ولک اپتویک ۲۵٫۹۳ کیلومترمربع مساحت و ۳٬۹۰۸ نفر جمعیت دارد و ۳۷۶ متر بالاتر از سطح دریا واقع شده‌است.